# Tinder
Tinder — мобільний додаток, платформа для знайомства з людьми, що перебувають поблизу.

## Історія
В Україні почав працювати 2015 року, власники вийшли на IPO. Tinder неодноразово дорікали, що він стимулює зради та нівелює цінність романтичних відносин. Станом на 2015 рік за поширеністю в світі серед аналогічних додатків Tinder поступається тільки Badoo, зокрема у Бразилії, Чилі та Аргентині. Присутня українська локалізація. 2 травня 2023 року компанія Match Group, яка володіє Tinder, оголосили про вихід із ринку РФ до 30 червня 2023 року.

## Принцип роботи
Реєстрація можлива через Facebook, Google або номер телефону. Обираємо власні фотографії. За бажання та наявності під'єднується Instagram, стрічка котрого буде безпосередньо публікуватися в профілі. Обираємо стать партнера, діапазон бажаного віку і радіус пошуку від 1-го до 161 км. Інформація про заклад вищої освіти та роботу підтягується з Facebook (при реєстрації через Facebook) або вказується за бажанням. Окрім фотографій в профілі, є поле опису себе. Щоб отримати статус перевіреного користувача, треба сфотографувати себе для перевірки (ці фото не будуть опубліковані).
Свайп фотографії вліво — відхиляється кандидат, вправо — «згода». Доступ до текстових повідомлень обраного/обраної відкриється тільки у випадку взаємної згоди. Особлива кнопка виявити симпатію — «super like»: у такому випадку кандидат отримає сповіщення-пропозицію розглянути ваш профіль. У безкоштовній версії кількість «super like» обмежена одним на добу. Кількість звичайних згод також обмежена, але їх ліміт значно більший — 100 на день.
Користувачам доступно: надсилання тексту, емодзі, GIF-анімація та відеодзвінок (для відеодзвінка треба в чаті з партнером надати дозвіл на відео, натиснувши на значок відеодзвінка та вибравши «Мені цікава розмова віч-на-віч з…» та натиснувши внизу «Зроблено»).

#### Tinder Plus
За гроші можна отримати можливість повернутися до знехтуваних контактів, шукати співрозмовника не тільки у своєму регіоні, отримати безліміт вподобань.

## Статистика

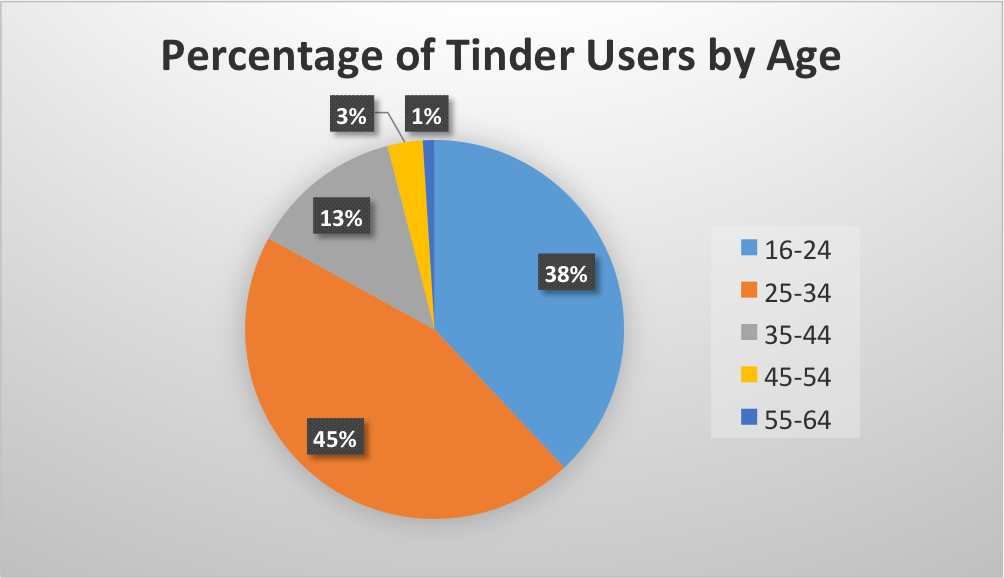

Станом на квітень 2016 року службою Tinder користуються від 50 до 100 млн користувачів системи Android.
Станом на 2016 рік в Tinder щодня відбувається 1,6 млрд «ковзанів» (вподобань і відхилень фотографій з метою знайомства). Станом на 2016 рік щодня збігаються 26 млн пар.
У лютому 2016 року адміністрація мобільного додатку Tinder розповіла про професії, представники яких отримали найбільше запитів на знайомство. Серед чоловіків на перших позиціях пілоти авіалайнерів, з-поміж жінок — фізіотерапевти.
За попередньою статистикою «super like» збільшує ймовірність згоди кандидатури в три рази, а відносини тривають на 70 % довше.
В середньому чоловіки обирають жінок втричі частіше (46 %), ніж жінки чоловіків (14 %).
Британський математик Ганна Фрай розробила стратегію пошуку партнера у Tinder. Метод, заснований на так званій теорії оптимальної зупинки, допомагає обрати найкращий варіант із безлічі опцій. Алгоритм полягає в тому, що шанси на успіх суттєво підвищуються, якщо відкинути перші 37 % кандидатур.

### Хакерська атака
Американський хакер на Патрік створив бота для Tinder, що працював 12 годин, і змусив гетеросексуальних чоловіків фліртувати один з одним. Жертви жартівника були впевнені, що спілкуються з дівчатами.

### Tinder і діти
Tinder дозволяє користуватися додатком з 18 років. Проте немає гарантії, що дитина не вийде на зв'язок з повнолітнім, оскільки у Facebook можна вільно зареєструватися на будь-який вік. Певну безпеку батькам пропонує додаток для мобільного TeenSafe, якщо його встановити на смартфон дитини, він повідомить батькам чи користується підліток Tinder, кого вподобав, з ким і про що спілкується.

### Нестандартні методи використання
У Мілані є особливий бар «1930». Зазвичай він відкритий лише для невеликого кола «обраних». У травні 2015 року бар звернувся до сервісу знайомств Tinder, щоб провести «тестування» потенційних клієнтів. Створивши профіль «дівчини з 1930», усім охочим запропонували поводитися з нею, як у старі часи: поводитись як джентльмени, підіймати віртуальні носовички тощо. Охочих взяти участь у змаганні вже за перший тиждень виявилось чотири тисячі. Однак компанія обрала лише одного переможця — і дозволила йому відвідання бару.
В 2023 році, ексрозробники Tinder представили CupidBot. Чат-бот використовує ШІ для зваблення жінок від імені чоловіків, які не хочуть витрачати час на розмови. Ціль CupidBot — допомагати чоловікам, у яких серйозні проблеми зі спілкуванням і фліртом. Команда розробників запевняє, що їхній алгоритм може «влаштовувати побачення без відкриття будь-яких додатків». CupidBot буде лайкати фото і листуватися за користувача на онлайн-платформах для знайомств, також він «домовиться» про декілька побачень на тиждень. ШІ вибирає профілі, які «підходять» користувачеві, а потім чат-бот заводить розмову з обраною жінкою. Для цього ШІ використовує ChatGPT та аналізує історію збігів (match). Чат-бот може підтримувати понад 100 різних тональностей мови, зокрема жартівливу, поетичну і навіть за потреби агресивну. Тож справжня мета творців CupidBot — змусити Tinder полегшити процес знайомства для невпевнених у собі людей.

### Книги та документальні фільми
- Panda, White. Tinder for Experts: How to stop losing hot matches, relying on cheesy lines, wasting time & getting nowhere. Tinder Advisor (ed.).
- Bornot, Thomas (Director), France Ortelli (Director), Thomas Bornot (Scriptwriter), France Ortelli (Scriptwriter), Thomas Bornot (Contributor), France Ortelli (Contributor) (17 листопада 2014). Love Me Tinder (Documentary).  Подія сталася на 136 min.

### Аналоги
Стали з'являтися інші сервіси, що повторюють основний принцип Tinder не тільки щодо знайомств, але і стосовно інших речей — вибору квартири, одягу, місця для відпочинку.

## Приватні дані
У вересні 2017 року французька журналістка Юдіт Дюпорталь запросила у сервісу Tinder всі дані, які компанія зберігає про неї. У відповідь вона отримала документ обсягом 800 сторінок з усім її листуванням та інтересами. У 800-сторінковому документі, який в підсумку надіслав Tinder, була представлена така інформація:
- дані про всіх чоловіків, які сподобалися Дюпорталь;
- всі 1700 повідомлень, які вона відправила з 2013 року, коли зареєструвалася в системі;
- дати входу в свій обліковий запис і всіх листувань;
- її вподобання у Facebook і фотографії з Instagram — включно з видаленими нею;
- дані про її освіту;
- дані про вік чоловіків, які її цікавлять.

Однак інформація про те, як ці дані компанія використовує виявилась комерційною таємницею.